# Liste der Bodendenkmäler in Kürnach
Auf dieser Seite sind die Bodendenkmäler in der unterfränkischen Gemeinde Kürnach zusammengestellt. Diese Tabelle ist eine Teilliste der Liste der Bodendenkmäler in Bayern. Grundlage ist die Bayerische Denkmalliste, die auf Basis des Bayerischen Denkmalschutzgesetzes vom 1. Oktober 1973 erstmals erstellt wurde und seither durch das Bayerische Landesamt für Denkmalpflege geführt wird. Die folgenden Angaben ersetzen nicht die rechtsverbindliche Auskunft der Denkmalschutzbehörde.

## Bodendenkmäler in Kürnach
| Lage       | Objekt                                                                                           | Akten-Nr.     | Bild |
| ---------- | ------------------------------------------------------------------------------------------------ | ------------- | ---- |
| (Standort) | Siedlung der Hallstattzeit.                                                                      | D-6-6126-0001 |      |
| (Standort) | Siedlung des Neolithikums.                                                                       | D-6-6126-0039 |      |
| (Standort) | Siedlung der Linearbandkeramik, des Mittelneolithikums, der Urnenfelderzeit                      | D-6-6126-0040 |      |
| (Standort) | Siedlung der Hallstattzeit.                                                                      | D-6-6126-0041 |      |
| (Standort) | Siedlung der Linearbandkeramik und des Mittelneolithikums.                                       | D-6-6126-0042 |      |
| (Standort) | Vorgeschichtliche Grabhügel, daraus Funde der Hallstattzeit.                                     | D-6-6126-0044 |      |
| (Standort) | Siedlung der Linearbandkeramik und des Mittelneolithikums.                                       | D-6-6126-0045 |      |
| (Standort) | Siedlung des jüngeren Neolithikums.                                                              | D-6-6126-0088 |      |
| (Standort) | Siedlung vor- und frühgeschichtlicher Zeitstellung.                                              | D-6-6126-0099 |      |
| (Standort) | Siedlung der Urnenfelderzeit.                                                                    | D-6-6126-0101 |      |
| (Standort) | Siedlung des Mittelneolithikums oder des Jungneolithikums.                                       | D-6-6126-0103 |      |
| (Standort) | Siedlung vor- und frühgeschichtlicher Zeitstellung.                                              | D-6-6126-0113 |      |
| (Standort) | Verebnete vorgeschichtliche Grabhügel.                                                           | D-6-6126-0114 |      |
| (Standort) | Verebnete vorgeschichtliche Grabhügel.                                                           | D-6-6126-0115 |      |
| (Standort) | Verebnete vorgeschichtliche Grabhügel.                                                           | D-6-6126-0116 |      |
| (Standort) | Vorgeschichtlichen Grabhügel.                                                                    | D-6-6126-0170 |      |
| (Standort) | Siedlung der älteren Urnenfelderzeit.                                                            | D-6-6126-0174 |      |
| (Standort) | Siedlung der späten Hallstattzeit und menschliche Skelettreste vor- und frühgeschichtlicher Zeit | D-6-6126-0175 |      |
| (Standort) | Siedlung vor- und frühgeschichtlicher Zeitstellung.                                              | D-6-6126-0193 |      |
| (Standort) | Archäologische Befunde im Bereich der frühneuzeitlichen Kath. Pfarrkirche St. Michael            | D-6-6126-0257 |      |
| (Standort) | Archäologische Befunde im Bereich des mittelalterlichen Burgstalles „Burgelin“.                  | D-6-6126-0261 |      |